# ذباب العث الحوتي
ذباب العث الحوتي (الاسم العلمي:Psychoda phalaenoides) هو نوع من الحشرات يتبع جنس فراشي المظهر من فصيلة فراشيات المظهر.